# Mbodiène
Mbodiène est un village du Sénégal, situé sur la Petite-Côte, dans la région de Thies , entre la pointe Sarène et Ngazobil. 
Il dispose d'une maison de la jeunesse et d'installations sportives pour les jeunes.
Mbodiene devient attractif, on l'appelle aussi le village aux deux plages. La lagune, la mangrove, les dunes et l'océan Atlantique bordent le village.

## Administration
Mbodiène fait partie de la communauté rurale de Nguéniène, dans le département de M'bour (région de Thiès).

## Géographie
Le village est situé au bord d'une lagune bordée de palétuviers, propice à l'observation des oiseaux.
Les localités les plus proches sont Pointe-Sarène, Ponto, Rof, Ndianda, Keur Satiako et Ngazobil.  

### Population
En 2003, Mbodiène comptait 2 726 personnes et 312 ménages. Les habitants sont principalement des sérères et tous y vivent en harmonie. La majorité dans des maisons sont en briques.
Mbodiène avoisine maintenant les 5000 habitants. De nouveaux ménages viennent s'installer dans le village.

### Activités économiques

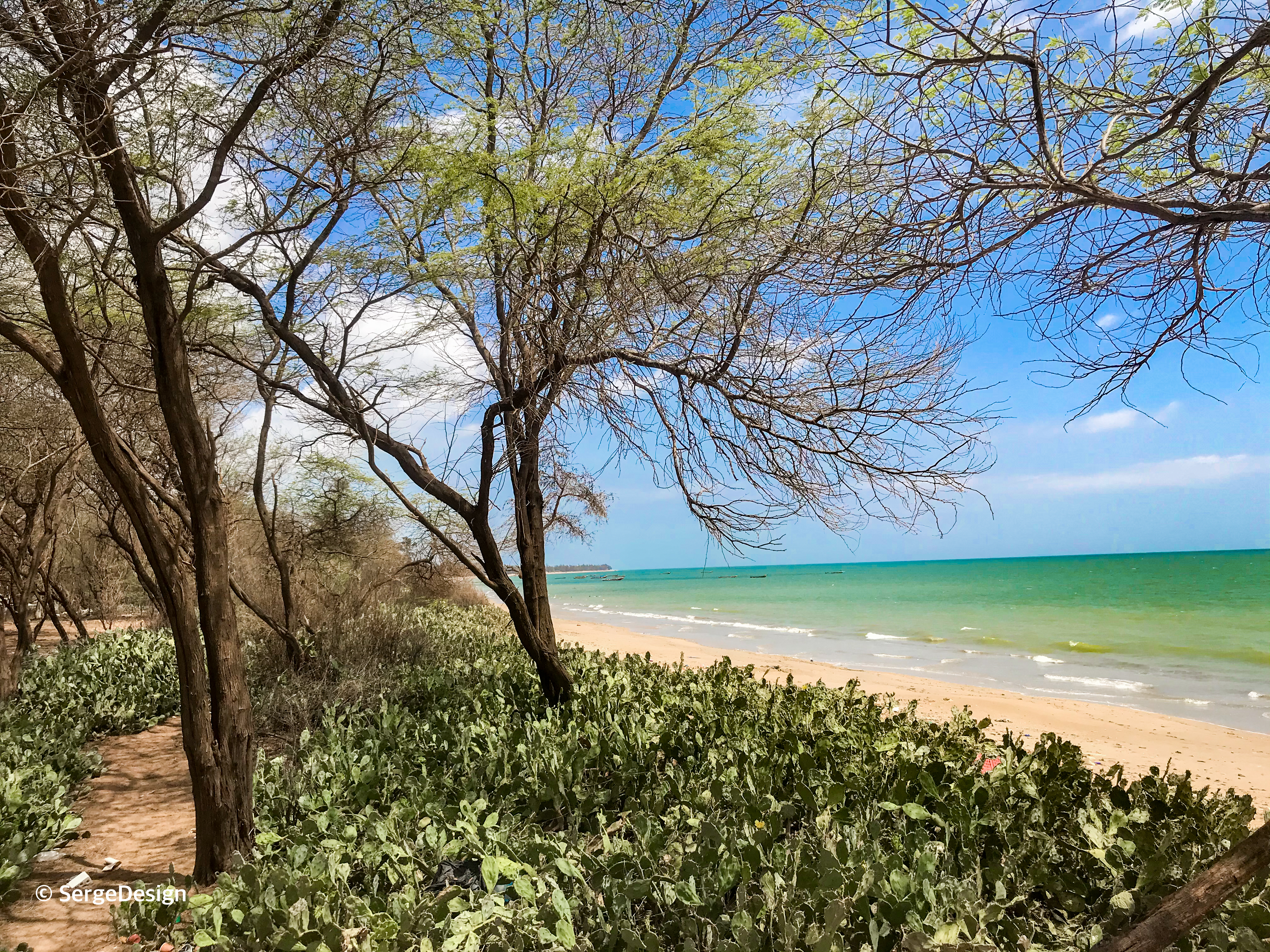
Plage de Mbodiène.

À l'origine, c'est un village d'agriculteurs se consacrant surtout à la culture du sorgho.
Depuis quelques années, une petite station balnéaire dotée d'un imposant complexe hôtelier, Mbodiène-Plage, s'est développée à 2 km du village.

## Curiosités
Le dimanche une messe est célébrée en sérère au son des tams-tams et des chants.
Les vitraux de l'église sont réalisés avec des inclusions de bouteilles coulées dans le ciment.